# 中山時子
中山 時子（なかやま ときこ、1922年(大正11年)7月13日 - 2016年1月22日）は、日本の中国文学者・中国語学者。中国近代文学のほか、中華料理も研究対象にした。お茶の水女子大学名誉教授。
北京に育ち、1942年北京大学文学院中国文学系入学、1949年東京帝国大学文学部中国文学科卒、1949年東京女子高等師範学校、お茶の水女子大学助教授。1974年同教授。1988年定年退官、名誉教授。外務省研修所講師、明海大学教授、東亜学院講師、中山時子中国語研修所所長、日中文学文化研究学会会長。1998年、勲三等瑞宝章受章。従四位。

## 著書
- 『私のシルクロード 炎熱土漠を走破して』柴田書店、1979

### 共編著
- 『生活与会話 趣味と生活の中国語会話学習書』水世嫦共編著 書籍文物流通会、1956　のち東方書店
- 『友情与橋梁 テーブルスピーチから伝言メモまでの中国語学習書』水世嫦、太田愛子、平松圭子共編著 中国生活文化研究会 1976 東方書店、2007
- 『点心 広東・香港の飲茶』楊均尭共著 柴田書店、1979
- 『老舎事典』編 大修館書店、1988
- 『食と文学 日本・中国・フランス』石毛直道共編 フーディアム・コミュニケーション、1992
- 『新中国料理大全』全5巻 陳舜臣共監修 木村春子取材 小学館、1997
- 『中国語表現300例 日本人の発想・中国人の発想』趙閭先、佐藤光共著 東方書店、1997
- 『中国語作文のための短文練習 中文造句』飯泉彰裕共著 東方書店、1999
- 『点心の知恵・点心のこころ』木村春子共著 日本放送出版協会 生活人新書、2006

### 翻訳
- 『中国名菜譜 北方編』柴田書店、1972
- 『中国名菜譜 西方編、東方編、南方編』柴田書店、1973
- 袁枚『随園食単』監訳 柴田書店、1975
- 顧仲『養小録』共訳 柴田書店、1982
- 『老舎小説全集 第2巻 趙子曰・ドクター文』学習研究社、1982
- 鄭万鵬『中国当代文学史 建国より20世紀末までの作家と作品 文学思潮を軸にして』李玉敬、藤井栄三郎共訳監修 白帝社、2002

## 参考
- 中山時子中国語研修所 - ウェイバックマシン（2015年3月1日アーカイブ分）